# Нопалукан
Нопалукан (исп. Nopalucan) — муниципалитет в Мексике, штат Пуэбла, с административным центром в городе Нопалукан-де-ла-Гранха. Численность населения, по данным переписи 2010 года, составила 27 292 человека.

## Общие сведения
Название Nopalucan с астекского языка можно перевести как место, изобилующее нопалем.
Площадь муниципалитета равна 176,1 км², что составляет 0,5 % от площади штата. Он граничит с другими муниципалитетами Пуэблы: на востоке с Рафаэль-Лара-Грахалесом, Сан-Хосе-Чьяпой и Масапильтепек-де-Хуаресом, на юго-востоке с Сольтепеком, на юге с Акацинго и Тепеакой, на западе с Акахете, а на севере Нопалукан граничит со штатом Тласкала.

## Учреждение и состав
Муниципалитет был образован в 1895 году, в его состав входит 57 населённых пунктов, самые крупные из которых:
| Код INEGI | Населённый пункт                                                              | Численность населения (2005 год) | Численность населения (2010 год) |
| 104       | Всего                                                                         | 24 405                           | 27 292                           |
| 0019      | Санта-Мария-Истиюсан (исп. Santa María Ixtiyucan)                             | 6 693                            | 7 298                            |
| 0001      | Нопалукан-де-ла-Гранха (исп. Nopalucan de la Granja) (административный центр) | 5 952                            | 6 789                            |
| 0011      | Эль-Ринкон-Ситлальтепетль (исп. El Rincón Citlaltépetl)                       | 4 444                            | 5 326                            |
| 0006      | Хуан-де-ла-Гранха (исп. Juan de la Granja)                                    | 1 434                            | 1 447                            |
| 0053      | Колония-Обрера (исп. Colonia Obrera)                                          | 1 142                            | 1 258                            |
| 0068      | Унидад-Грахалес-Инфонавит (исп. Unidad Grajales Infonavit)                    | 1 222                            | 1 074                            |

## Экономическая деятельность
Работоспособное население занято по секторам экономики в следующих пропорциях: сельское хозяйство и скотоводство — 53,9 %, обрабатывающая и производственная промышленность — 29,3 %, сфера услуг и туризма — 12 %.

## Инфраструктура
По статистическим данным 2010 года, инфраструктура развита следующим образом:
- электрификация: 97,8 %;
- водоснабжение: 94,9 %;
- водоотведение: 85,8 %.

## Туризм
Основные достопримечательности:
- Церковь Святой Апостола Сантьяго, построенная в XVI веке;
- Памятник Хуану де ла Гранху;
- Музей телекоммуникации;
- Озеро Санта-Крус;
- Каньон Буэнависта и гора Эль-Пиналь.